# Xochiojca
Xochiojca är en ort i Mexiko.   Den ligger i kommunen Zongolica och delstaten Veracruz, i den sydöstra delen av landet, 250 km öster om huvudstaden Mexico City. Xochiojca ligger 1 004 meter över havet och antalet invånare är 688.
Terrängen runt Xochiojca är bergig västerut, men österut är den kuperad. Terrängen runt Xochiojca sluttar österut. Runt Xochiojca är det ganska tätbefolkat, med 222 invånare per kvadratkilometer. Närmaste större samhälle är Zongolica, 9,3 km väster om Xochiojca. I omgivningarna runt Xochiojca växer i huvudsak städsegrön lövskog.